# Paolo Filippi
Paolo Filippi (Casale Monferrato, 15 settembre 1962 – Casale Monferrato, 4 aprile 2021) è stato un politico italiano, presidente della provincia di Alessandria dal 2004 al 2014.

## Biografia
Laureato in giurisprudenza, è stato consigliere e assessore comunale di Casale Monferrato dal 1986 al 1995, assessore provinciale dal 1997. Aderisce alla Margherita.
È stato eletto Presidente della Provincia nel turno elettorale del 2004 (elezioni del 12 e 13 giugno), raccogliendo il 50,3% dei voti in rappresentanza di una coalizione di centrosinistra.
Durante il suo primo mandato è sostenuto, in Consiglio provinciale, da una maggioranza costituita da DS (poi PD), Democrazia è Libertà - La Margherita poi PD, Partito dei Comunisti Italiani, Socialisti Democratici Italiani, Partito della Rifondazione Comunista - Sinistra Europea.
Alle elezioni amministrative in Italia del 2009 Filippi viene ricandidato alla presidenza della provincia da alcuni partiti di centrosinistra. Al primo turno raccoglie il 43,3% dei voti, chiudendo in svantaggio rispetto al candidato del PdL Franco Stradella, fermo al 46,6%; al ballottaggio, però, riesce a raccogliere il 51,3% dei voti, necessario per poter continuare a governare la provincia piemontese.
In questo secondo mandato è stato sostenuto da una maggioranza costituita da Partito Democratico, Italia dei Valori, Moderati per il Piemonte, Sinistra Ecologia Libertà, Unione di Centro (al primo turno sosteneva Giovanni Barosini), Unione Pensionati e la lista Per la provincia.
Il 24 settembre 2019 lascia il Partito Democratico per aderire ad Italia Viva.
È morto nell'aprile 2021 all'età di 58 anni a seguito di un malore improvviso.